# コンチェルトノート
『コンチェルトノート』 (Concerto Note) は、2008年10月23日にあっぷりけから発売された18禁恋愛アドベンチャーゲームである。

## 概要
『見上げた空におちていく』に続くあっぷりけの第2作。前作に引き続き、原画をオダワラハコネ、シナリオを桐月、音楽を鷹石しのぶが担当している。
ディレクターの憲yukiによれば、『見上げた空におちていく』のユーザーからの評判や反省点を受けて、より良い作品を目指して本作品の制作に踏み切った。作品のキャッチコピーは「絆を紡ぐ物語」で、一般的な泣きゲー要素だけでなく、人と人との繋がりや絆を身近に感じられる内容として制作した。
ゲームシステムは基本的に選択肢でストーリーが分岐するアドベンチャーだが、ストーリーの前後関係・分岐・合流などを一覧できるフローチャートシステムを採用している。ゲーム進行中にアイテムを取得すると新たな分岐（選択肢）が出現するが、そうした変化もフローチャートでわかりやすく見ることができる。一度いずれかのエンディングまでクリアすると、それまで通過したストーリーブロックや取得アイテムが保存され、その後はフローチャート上で任意のブロックをクリックすると直接ジャンプできる。各ヒロインルート内でもフローチャートが様々に分岐しており、複数のエンディングが存在する。このフローチャートシステムは桐月の要望で導入されたが、ルートによる人間関係の違いやイベント配置など、シナリオとフローチャートの整合を取るのに桐月自身も苦労したという。
萌えゲーアワード2009にて、シナリオ部門の優秀賞を受賞した。

## 発売履歴
| 発売日          | 種別・タイトル                               | 内容・詳細 | 特典                          |
| --------------- | -------------------------------------------- | --- | ----------------------------- |
| 2008年 10月23日 | 初回限定版                                   | | 設定資料集 『Wissenschaft 2』 |
| 2008年 11月28日 | 通常版                                       | パッケージ仕様変更、製品バージョン変更（1.01）。 | なし                          |
| 2011年 5月2日   | ダウンロード版                               | DMM.R18にて販売。パッケージ・マニュアル等なし。 | なし                          |
| 2012年 12月14日 | 『あっぷりけコレクション』                   | 本作品と『見上げた空におちていく』『黄昏のシンセミア』の3作品のセットパッケージ。 | なし                          |
| 2012年 12月14日 | 『黄昏の先にのぼる明日 -あっぷりけFanDisc-』 | 本作品と『見上げた空におちていく』『黄昏のシンセミア』の3作品合同のファンディスク。本作品関連では、莉都ルートのアフターストーリー「コンチェルトストレイジ」、莉都を含めた3作品のメインヒロインがラジオパーソナリティとしてユーザーの質問に答える「あっぷりけ放送局」、ヒロイン達がプレイヤーとして登場する「オンライン麻雀」を収録。 | 設定資料集 『Wissenschaft 4』 |

## あらすじ
（出典：）
生まれつき運が悪い倉上進矢は、とある事故で長期入院したため学園へ通えなくなり困っていたが、幼なじみの神凪莉都の助けにより故郷・御津上市（みつかみし）へ久々に戻り、天都原（あまつはら）学園へ編入する。新しい学園と学生寮・月光館での生活が始まったある日、「幸御魂」（さきみたま）と名乗る神霊・タマに「後10日で死ぬ」と予言される。人の運気を操るタマの力によって何とか死を避けられた進矢だが、その代償として他人の不運を肩代わりしなければならなくなってしまう。新しい仲間達と共に、幸運・不運を巡る進矢の慌ただしい生活が始まる。

## 登場人物
（出典：）

### 主人公
倉上 進矢（くらかみ しんや）
声：なし
身長176cm/体重65kg
本作品の主人公。天都原学園2年A組。両親は既に亡く天涯孤独。子どもの頃から運が悪く貧乏クジばかり引いているが、性格はそれなりに明るく前向き。自分の運の悪さには周到に準備することで対応している。手先が器用で、物作りや手品などを得意とする。
前の学園にいたクリスマスに和奏が絡んだ事故で入院し、三学期を丸々欠席したため、学費免除などを打ち切られて学園へ通えなくなってしまった。行き場所が無く困っていた所を莉都に助けられ、久々に故郷の御津上市へ戻り天都原学園へ編入する。本来は男子寮に入る予定だったが、事故が発生して部屋が使えなくなったため、莉都と共に月光館で生活することになる。「幸御魂」のタマと出会い、自分の幸運・不運のバランスが崩れている事を教えられ、何とかひどい不運を避けようと共に動き出す。

### ヒロイン
神凪 莉都（かんなぎ りと）
声：かわしまりの
1月11日生まれ T165/52 B83/W54/H77
学園2年A組。進矢とは幼い頃の親友で、10年ぶりに再会した。頭脳明晰・容姿端麗でクールでマイペース。良くも悪くも言動がストレートで、目付きが悪く滅多に笑顔を見せないため、友達が少ない。神凪家は御津上市を古くから仕切ってきた巨大財閥だが、彼女は実家と縁を切って月光館で暮らしている。天都原学園の理事長を務めており、その力で進矢を学園へ編入し、月光館へ住まわせた。
今里 和奏（いまさと わかな）
声：夏野こおり
9月18日 T158/50 B86/W55/H80
学園2年A組で進矢と同級。1年生の3学期に転校してきた。進矢とは前の学園でも同級生で、実は進矢が入院した主要因でもある。ノリが良い性格で人懐っこく、莉都の数少ない友人。ソフトボール部所属でエースと期待されているが、部の雰囲気に馴染めず練習にあまり参加していない。
東条 白雪（とうじょう しらゆき）
声：みる
2月13日 T150/42 B78/W51/H76
学園1年。良家のお嬢様で儚げな雰囲気だが、芯は意外にしっかりしていて意志が強い。体が弱く、体育の時間はいつも休んでいる。進矢に負けず劣らず不運な体質で何をやっても裏目に出てしまうため、自分からなかなか行動できずにいる。実家・東条家は神凪家に次ぐ財閥。
夕月 小夜璃（ゆうづき さより）
声：風音
7月15日 T170/53 B89/W56/H85
長年莉都に付いているメイド。月光館に住み込んで食事作りや掃除・建物の管理などをする他、莉都の理事長職の仕事も補佐している。新しく月光館の住人になった進矢にもあれこれ世話を焼いている。いつもクールで家事万能だがお茶目な面もあり、実はぬいぐるみなどの可愛い物に目がない。
名凪 星華（ななぎ せいか）
声：榊原ゆい
10月9日 T173/54 B88/W55/H79
学園3年。生徒会長を務め、面倒見のいい姉御肌で特に女生徒から人気が高い。綺麗な長い黒髪を持つ和風美人だが、格闘技全般が得意な体育会系で、始終ジャージとスパッツを着用している。実家同士の因縁から莉都とは犬猿の仲だが、互いの人格や能力は認め合っている。

### サブキャラクター
タマ
声：松永雪希（本編） / 木ノ下やや（ファンディスク）
1月15日（旧暦） T15/なし ぺったんこ/すりむ/ないもおなじ
幸運を司る「幸御魂」と名乗る神霊で、進矢に「タマ」と名付けられる。手のひらサイズでよく進矢の肩や頭に乗っている。これまで姿を見せなかったが、以前から進矢に取り憑いていたらしい。一般の人間には姿を隠しており、彼女とつながりの強い進矢やヒロイン達にしか見えない。かなり昔から生きているらしく、言葉は古風で真面目だが、進矢には偉ぶって保護者のような態度を取る。人の運気の流れを変える力を持つが、新たに幸運を作り出すことはできず、他人の運を奪うか、自分の運を前借りして後で返すことしかできない。進矢に降りかかるひどい不運を避けるため、彼に協力し様々な指示を与えている。神凪家をひどく嫌っており、莉都にも何かと突っかかっている。
寺内 陽太（てらうち ようた）
声：本多啓吾
6月24日 T176
学園2年A組。進矢のクラスメートで、転入して最初にできた友達。明るく気さくでクラスのムードメーカー。学園の男子寮に住み、放課後はアルバイトで生活費を稼いでいる。
上杉 慶一（うえすぎ けいいち）
声：西野真人
2月6日 T182
学園2年A組。マイペースでいつもお菓子を口にしている。陽太とは幼少時からの長い付き合いで寮でも同室。生徒会で書記を務めるが、実質雑用を押しつけられている。
南条 麻里香（なんじょう まりか）
声：芹園みや
5月10日 T162/50 B82/W58/H79
学園2年A組で進矢達のクラスメート。旧家・南条家の令嬢で、気が強く物言いがはっきりしている。白雪とは昔から知り合いだが、きつく当たっている。陸上部所属で専門は中距離。
斎宮 媛子（いつき ひめこ）
声：星野みく
3月21日 T148/41 B74/W49/H77
学園1年B組で白雪の友達。唯一の新聞部員で、デジタルカメラをいつも持ち歩き、周囲をよく撮影している。
椎堂 小太郎（しどう こたろう）
9月18日 T150
声：日椰たぬき
学園1年。南条家の使用人で、いつも麻里香に付き従っており、周囲からはその姿や言動が犬のように見える。子どもの頃に南条家に引き取られて育ったため、南条家に恩返ししようと働いている。
クラウス＝シュルツ＝長嶺（クラウス シュルツ ながみね）
声：柚木サチ
11月23日 T152
学園2年A組。進矢の後に転入してきた。父親がドイツ人・母親が日本人のハーフ。女顔で線が細い美少年で女子生徒から人気があるが、本人はその顔がコンプレックス。ずっと日本に住んでいるためドイツ語や英語は話せない。
天野 深弥（あまの みや）
声：麻野紗雪（本編） / 柚木かなめ（ファンディスク）
10月30日 T165/48 B90/W61/H89
学園教師で、進矢達2年A組の担任。担当教科は国語。穏やかな性格のしっかり者で、生徒の人気は高い。教師歴2年と学園教師で一番若いため、厄介事をいろいろ押し付けられている。学園OBで朱美とは学生時代からの付き合い。
神無月 朱美（かんなづき あけみ）
声：有栖川みや美
1月9日 T152/45 B77/W46/H74
学園教師。保健体育の担当で、水泳部顧問。姐御肌なお姉さんで、彼女の管理する保健室はいつも賑わっている。学園OBで深弥とは当時からの付き合い。
奇御魂（くしみたま）
声：木ノ下やや
貧乳/スリム/そこそこ
ファンディスク収録のアフターストーリー「コンチェルトストレイジ」で登場する追加キャラクター。莉都が神凪家で発見した壺の封印を解いた所、中から出現した。姿形はタマにそっくりだが等身大サイズ。大元は幸御魂のタマと同じだが別の存在で、過去の書き換えや失われた人の復活など、人の手を離れた大きな奇跡を司る。封印を解いた莉都から知識や性格を借りており、いつも冷静で客観的で、ストレートな物言いをする。

## 作品舞台
（出典：）
御津上市（みつかみし）
本作品の主舞台。山に囲まれた歴史のある街だが、私鉄路線が交差する駅を中心に近代的な街並みが広がっている。
私立天都原（あまつはら）学園
進矢やヒロイン達が通う学園で、創立120周年を迎える伝統校。戦前は貴族の子女が通う女学園だった。生徒数減少により最近になって共学化されたが、赤字続きのため経営権が売却され、莉都が新理事長となった。現在も女子生徒が7割以上を占める。
月光館（げっこうかん）
進矢や莉都が住む古い洋館。学園に通う貴族の子女の寄宿舎として建てられたもので、最近は老朽化のため倉庫として使われていたが、莉都が住むことになり寮としてリフォームされた。外観はボロいが内装は綺麗で、小夜璃が掃除や食事作りなどの管理を行っている。「月光館」の名前の由来は、月夜になると吹き抜けのロビーへ月明かりが射し込んで幻想的な光景が出現することから。

## スタッフ
- 原画：オダワラハコネ
- シナリオ：桐月
- 音楽：鷹石しのぶ
- ムービー：神月社（Mju:z）
- ディレクター：憲yuki

## 主題歌
オープニングテーマ「コンチェルトノート」
歌：NANA / 作詞：中山真斗 / 作曲・編曲：藤田淳平 / 制作：Elements Garden
挿入歌「輝いたまま」
歌：中山♥マミ / 作詞：中山♥マミ / 作曲・編曲：森まもる / 制作：Angel Note
エンディングテーマ「あの頃のように」
歌：Riryka / 作詞：Riryka / 作曲・編曲：不知火つばさ / 制作：Angel Note
※別売のCD『コンチェルトノート オリジナルサウンドトラック』に、3曲のフルバージョンが収録されている。

## 関連コンテンツ

### Web
Webノベル プロローグエピソード
2009年1月から4月にかけて公式サイトで公開された（全5話）。ヒロイン5人の視点から描かれた5本のエピソードで、物語開始直前の春休みの様子を描いている。

### 書籍
コンチェルトノート ビジュアル・ガイドブック
2009年3月13日発売 / 発行：ジャイブ / ISBN 978-4861766404
キャラクター・ストーリー紹介、イラストギャラリー、スタッフインタビュー、攻略ガイド、書き下ろしショートストーリー「二人、歩む日」（文：桐月 / イラスト：オダワラハコネ）などが収録。
コンチェルトノート（ハーヴェストノヴェルズ）
2009年3月15日発売 / 著：西村悠一 / 絵：オダワラハコネ、桜はんぺん / 監修：あっぷりけ / 発行：ハーヴェスト出版 / ISBN 978-4434128905

### CD
コンチェルトノート オリジナルサウンドトラック
発売元：ArielWave / 初回限定版：2009年5月1日発売 / 通常版：2009年5月22日発売
CD2枚組。主題歌3曲のフルバージョンとBGM36曲が収録されている。

### 同人誌
桐月の個人サークル『桐文堂』にて、本編のサイドストーリーを纏めた『WinterEpisode』『SlowDays』『風色風鈴』の3冊の文庫が発行されている。